# Verneuil-sur-Serre
Verneuil-sur-Serre ist eine französische Gemeinde mit 255 Einwohnern (Stand 1. Januar 2022) im Département Aisne in der Region Hauts-de-France (vor 2016 Picardie). Sie gehört zum Arrondissement Laon, zum Kanton Marle und zum Gemeindeverband Pays de la Serre.

## Geografie
Die Gemeinde Verneuil-sur-Serre liegt zehn Kilometer nördlich von Laon. Entgegen dem Namenszusatz liegt die Gemeinde nicht am Fluss Serre, der Kernort befindet sich fünf Kilometer südlich des Flusses. Das Gemeindegebiet wird vom Fluss Barentons durchquert, der hier in die Souche mündet. Nachbargemeinden von Verneuil-sur-Serre sind  Barenton-sur-Serre im Norden, Grandlup-et-Fay im Osten, Barenton-Bugny im Süden sowie Barenton-Cel im Westen.

## Bevölkerungsentwicklung
| Jahr                       | 1962 | 1968 | 1975 | 1982 | 1990 | 1999 | 2006 | 2013 | 2022 |
| Einwohner                  | 269  | 238  | 243  | 265  | 259  | 253  | 267  | 252  | 255  |
| Quellen: Cassini und INSEE |      |      |      |      |      |      |      |      |      |

## Sehenswürdigkeiten
- Kirche Saint-Rémi aus dem 13. Jahrhundert

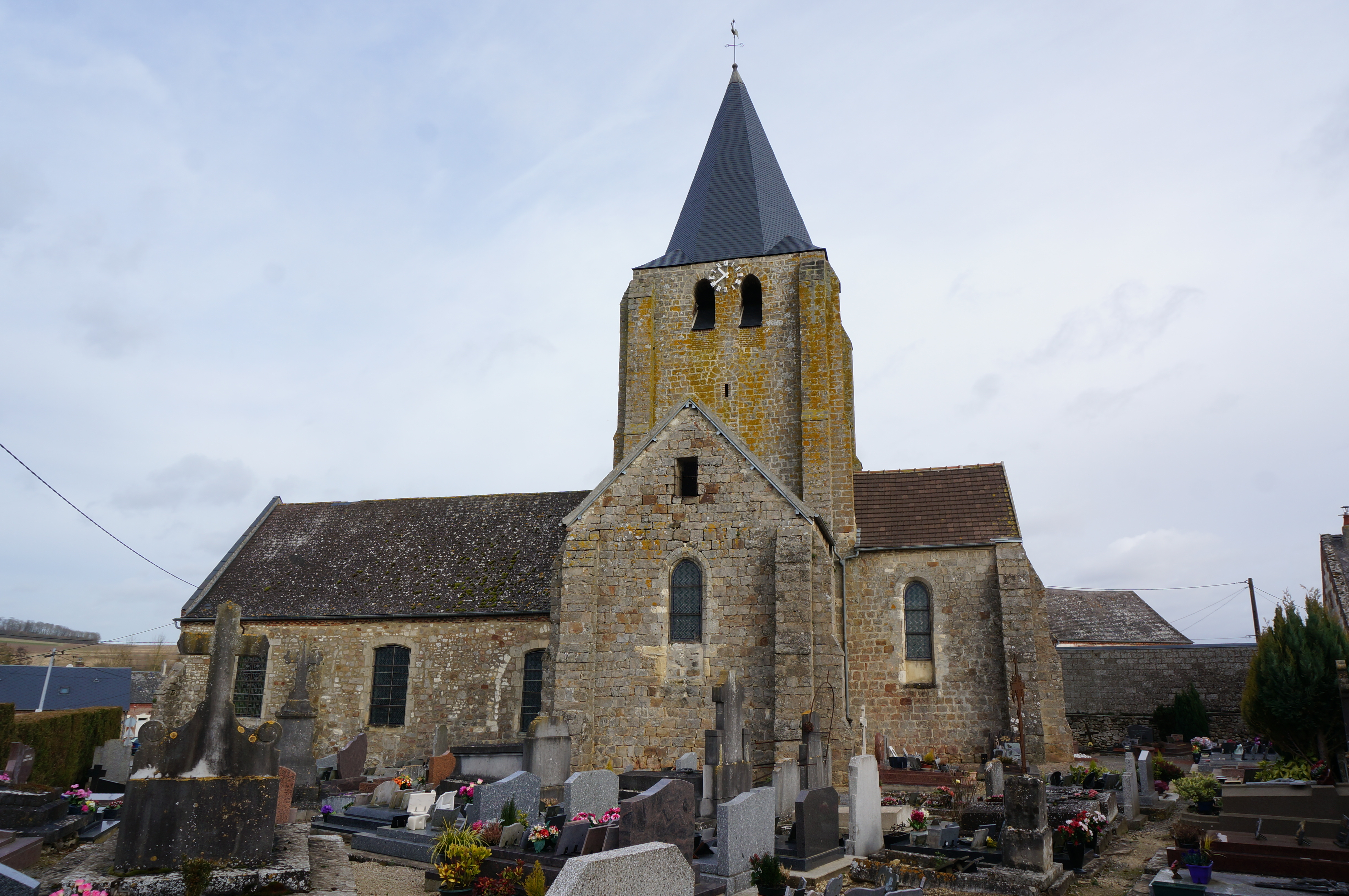
Kirche Saint-Rémi
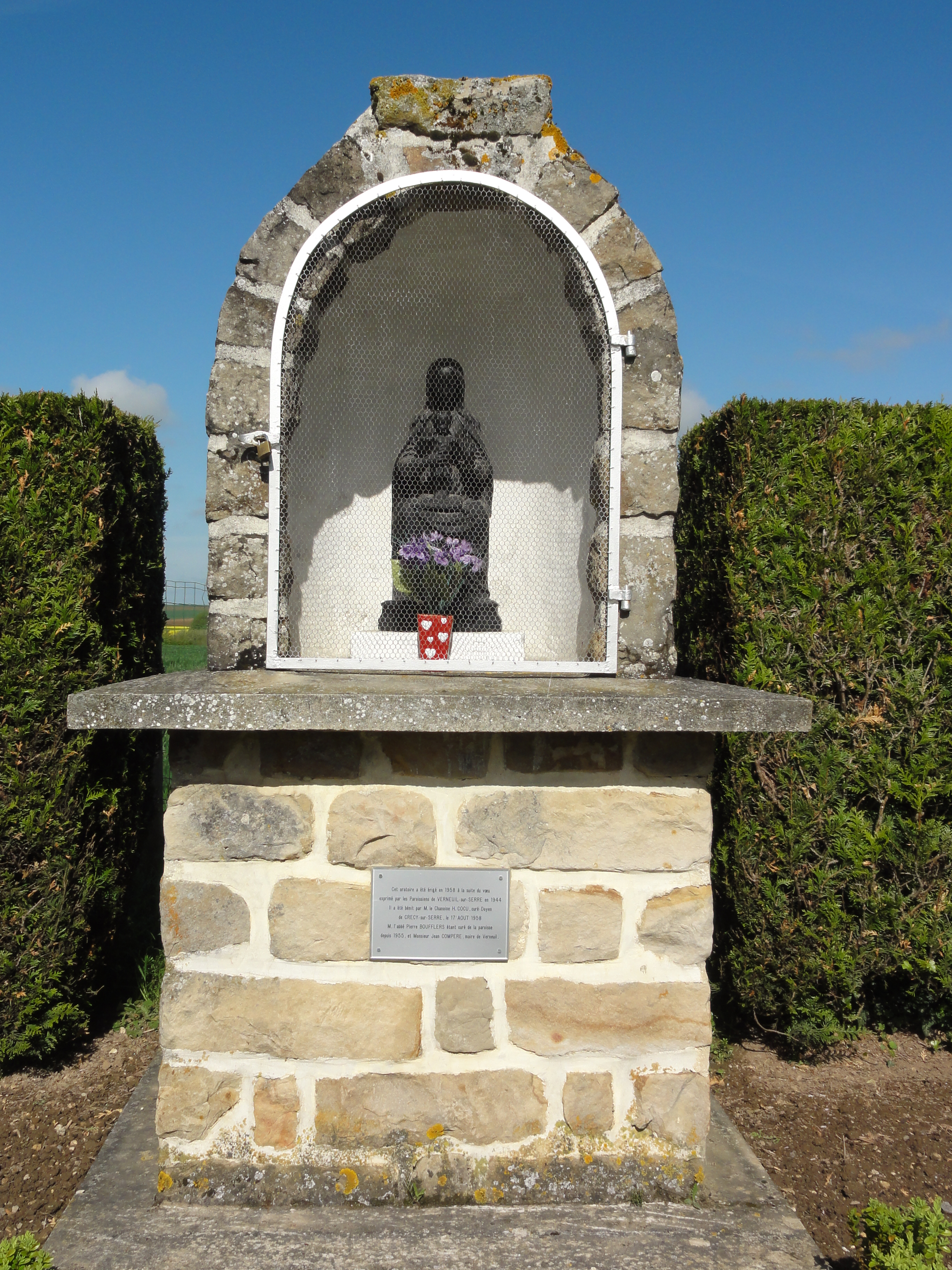
Oratorium
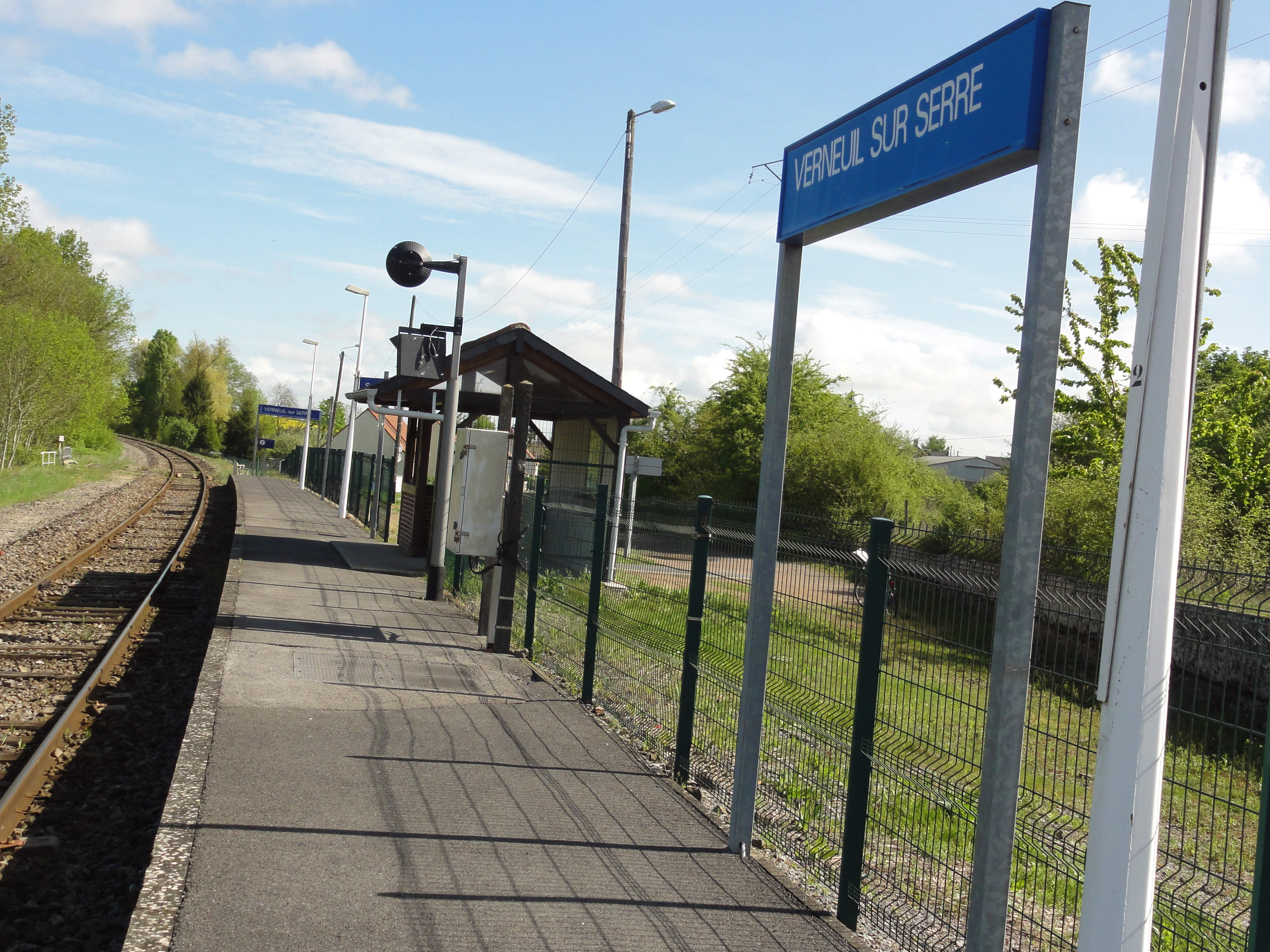
Bahn-Haltepunkt Verneuil-sur-Serre
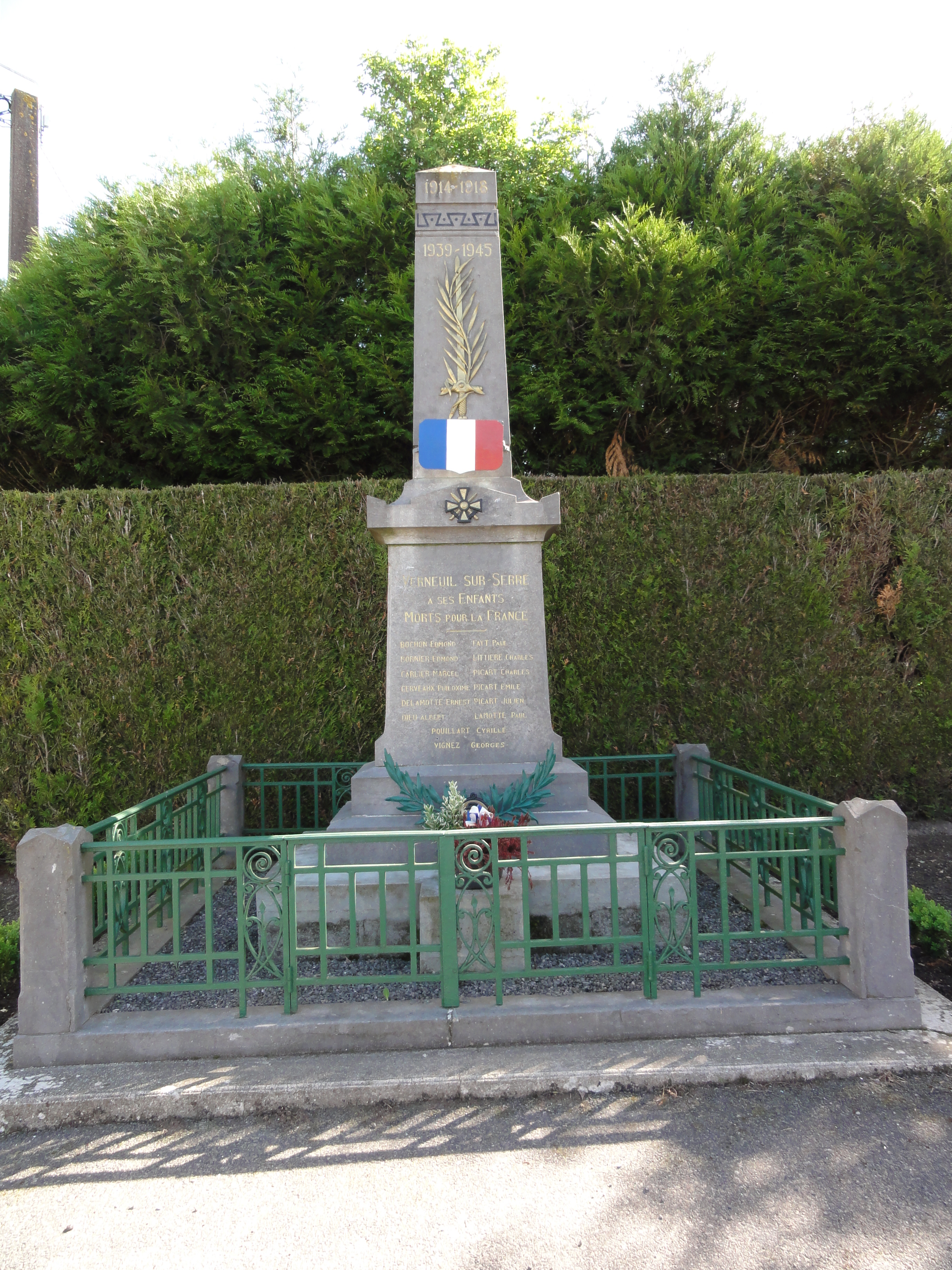
Gefallenendenkmal